# Iarda quadrada
Una  iarda quadrada  és una unitat anglosaxona igual a la superfície d'un quadrat d'una iarda de costat.

## Equivalències
1 iarda quadrada equival a:
- 1296 polzades quadrades
- 9 peus quadrats
- 0,03305785123966942 rods quadrats
- 0,00082644628099172 roods
- 0,00020661157024793 acres

- 8361,2736 cm²